# Horch

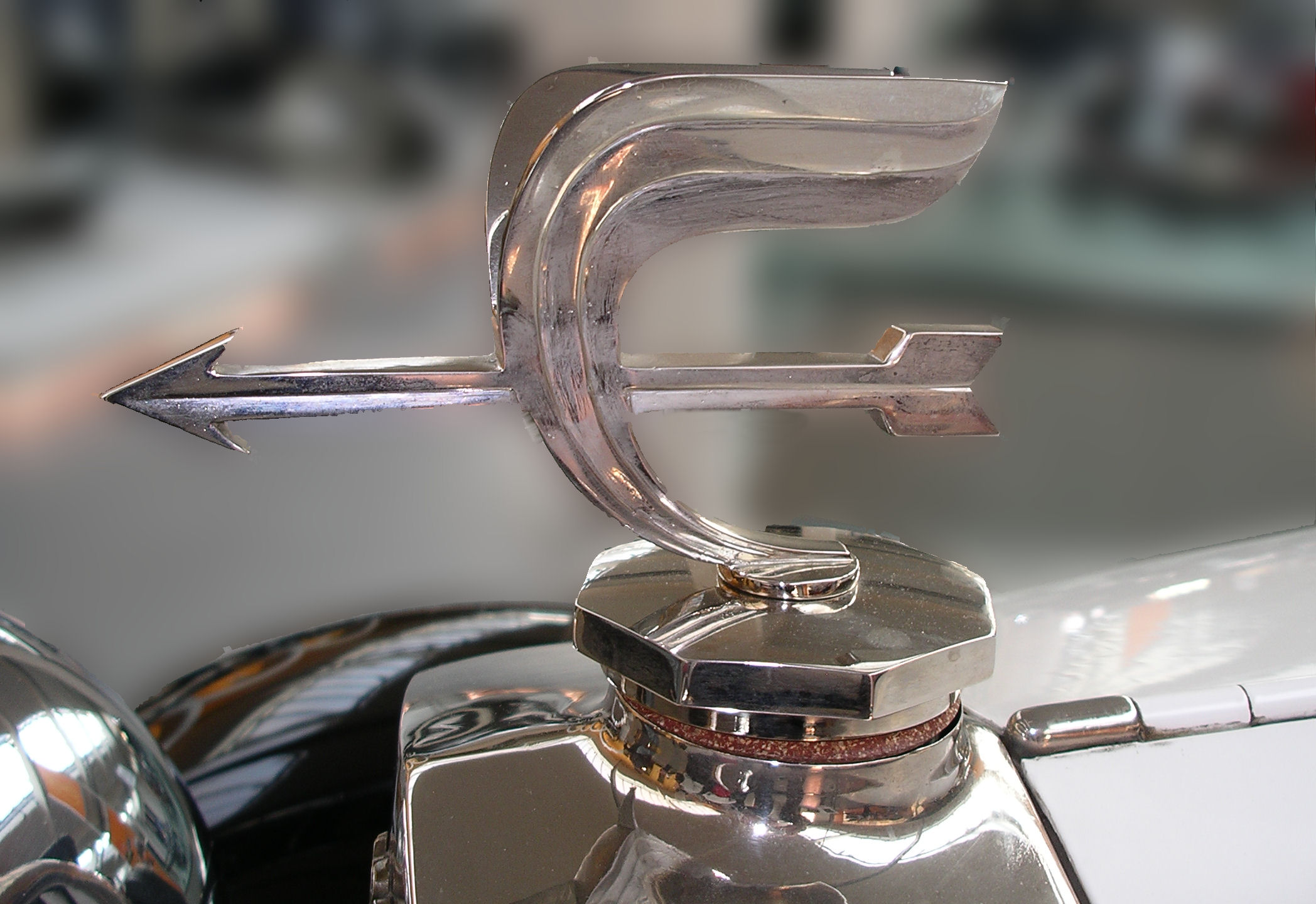
Ornamento del radiador de la primera generación de Horch (1924)

Horch fue una marca de coches fabricados en Alemania por August Horch & Cie, a principios del siglo XX.

## Historia
La compañía fue fundada por August Horch y su primer socio comercial Salli Herz el 14 de noviembre de 1899 en Ehrenfeld, Colonia. August Horch fue anteriormente gerente de producción de Karl Benz. Tres años más tarde, en 1902 la empresa se trasladó a Reichenbach im Vogtland, donde producen automóviles con motores de cuatro cilindros y 20 caballos de fuerza, considerado como los mejores y vehículos; Mercedes Benz, en ese entonces compañías independientes.
1904 fundó el Horch & Cie. Motorwagenwerke AG, una sociedad anónima en Zwickau (Estado libre de Sajonia). La ciudad de Zwickau fue la capital occidental del sur del estado de Sajonia y uno de los centros industriales de Sajonia en el momento.
En 1907 aparecieron los primeros coches con un motor de seis cilindros.
El 16 de julio de 1909, August Horch, después de problemas con el director financiero, fundó su segunda compañía, el August Horch Automobilwerke GmbH.
El 25 de abril de 1910, la marca Audi fue introducida en el registro de la compañía del registro judicial de Zwickau. Audi (¡escucha!) es la traducción al latín de Horch, la forma imperativa del verbo alemán hören («escuchar»). El nombre de Audi fue propuesto por un hijo de uno de sus socios de negocios de Zwickau.

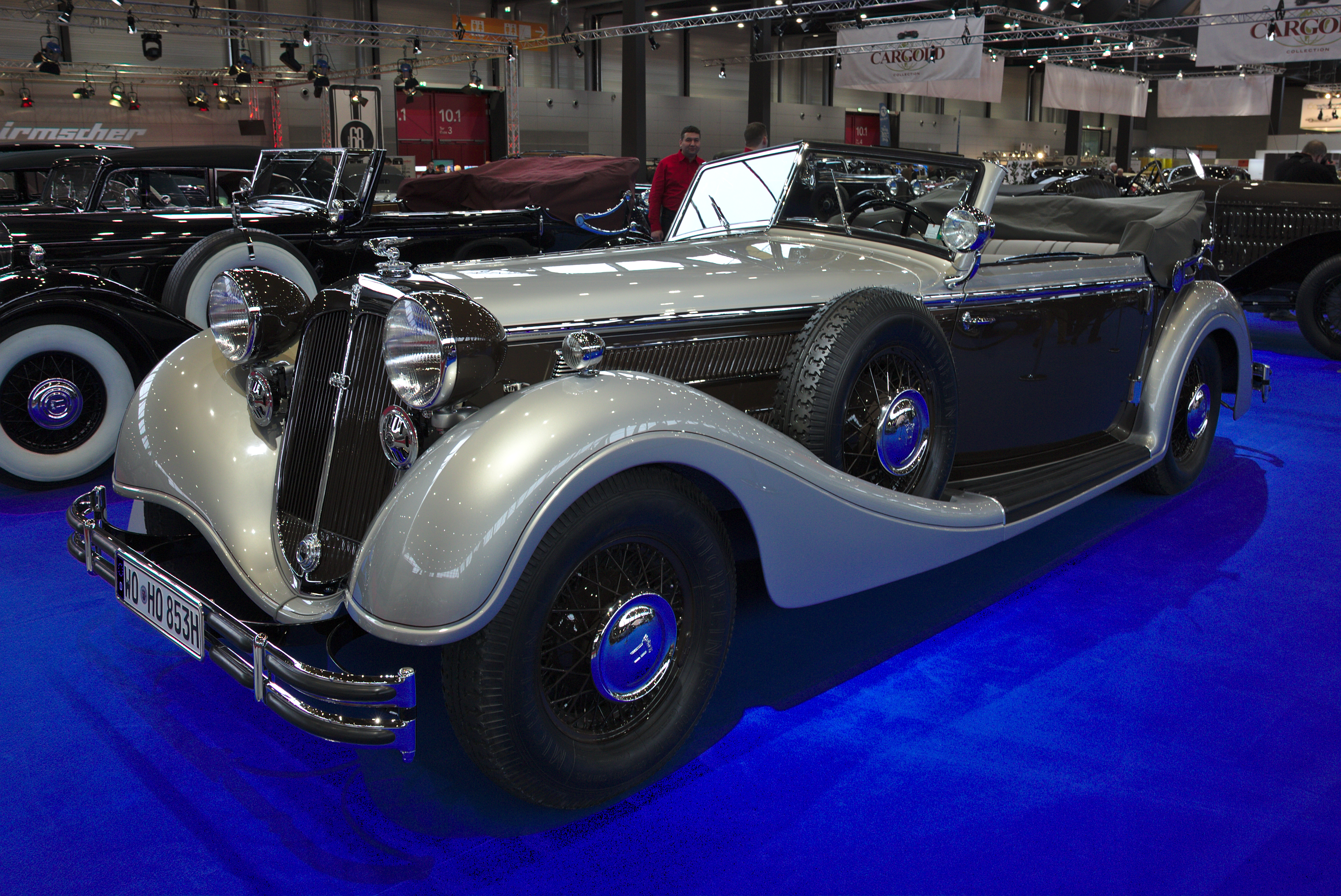
Horch 853A Sport-Cabriolet (1939)

El 24 de junio de 2006, un raro Horch 853A Sport-Cabriolet en condiciones espectaculares sin restaurar, con kilometraje bajo, fue vendido por la significativa cantidad de 299.000 dólares.

## Auto Union
En el 29 de junio de 1932, Horch, Audi, DKW y Wanderer se unieron para formar el grupo afiliado Auto Union. El actual logotipo de los cuatro aros de Audi es el logo de Auto Union, que representa la fusión de estas cuatro marcas. En la década de 1930, Horch presentó una nueva línea de pequeños y baratos, pero presentables automóviles V8. En 1936, Horch presentó el número 25.000 de coches de lujo de 8 cilindros en Zwickau.